# 海尔兄弟
《海尔兄弟》，又名《海尔兄弟环球历险记》，是一部以海尔品牌的卡通形象为主角原型创作的电视动画，于1996年7月首播，直到2009年全集面世。该片于1995年开始创作，共四部，总计212集，是中国长篇「国产动画」的代表作。由于该片曾在20世纪90年代末及21世纪初在中国中央电视台为代表的各大电视台的少儿节目中多次播映，《海尔兄弟》成为中国90后、00后这一代的经典童年记忆。

## 历史

### 创作前期
在制作《海尔兄弟》之前，从1980年代初开始，海尔集团曾尝试分别委托上海和台湾的动画片厂商拍摄过一些动画广告以及两部动画，其中已有「海尔兄弟」卡通形象的雏形，分别是1991年在央视播出的《琴岛海尔》组合式冰箱动画广告，1991年与上海美术电影制片厂合作、1992年暑期在中国中央电视台播出的动画片《音乐岛》，以及1992年左右委托台湾台北鸿龙卡通和苏州鸿鹰卡通制作、在1993年暑期在中央电视台《红黄蓝》节目中播出的动画片《宇宙小英雄》。然而，最终出品牌的动画片在故事情节和拍摄效果方面都不理想，海尔集团总裁张瑞敏曾一度放弃了拍摄动画片的打算。 

### 决定投拍
1995年前后，北京东方红叶动画公司开始为海尔制作广告，其中包括一组公益类的广告，启用了“海尔兄弟”和“克鲁德"的早期人物雏形，张瑞敏对广告效果满意，便授权红叶广告公司筹备制作一部新的系列动画片《海尔兄弟》。
东方红叶的主创团队最初试做了前三集样片，只能接触到海尔集团广告部当时的部门领导。如果当时完成的样片还不如之前的《琴岛和海尔》（即《音乐岛》和《宇宙小英雄》），也就不会有后来的《海尔兄弟》。那时的创作者们大多都不在国内，都有自己的工作单位，写出的剧本或拍的片子多少有点异国调调。除了主角「海尔」的名字由海尔集团决定，其他所有剧中人物的名字都是剧作者们提出的，比如，剧中角色克鲁德是英文Crude的译音，取「粗鲁、不懂礼貌」之意思，是编剧根据片中人物性格特点而取的名字。人物的名字在前三集就已经定稿了，完成的样片送到了海尔广告部。回馈只有一个字“行”。
1995年底，《海尔兄弟》前52集的一大半制作工作已经完成。

### 首部上映
1996年暑期，《海尔兄弟》系列动画第一部（1～53集），在中央电视台《动画城》首播，1997年重播，收到了非常好的效果，因此海尔决定将《海尔兄弟》的动画系列由53集扩展到106集。
1998年2月，《海尔兄弟》系列动画第二部（54～79集），在《动画城》首播。
1998年6月，《海尔兄弟》系列动画第二部的后半部分（78～106集）摄制完成，历经近三年的时间，《海尔兄弟》首期106集全部制作完成，之后创作者们见到了海尔总裁张瑞敏。他当时对动画片提了唯一个建议，把片名“海尔兄弟”改成“海尔好兄弟”。海尔集团是广告公司的大客户，不敢不听，就在宣传发布会的标语上改成了“海尔好兄弟”，片子发行时却一字未改。尽管如此，同期推出的海尔动画广告，则有很多包括“海尔兄弟”及“克鲁德”的形象，并由「海尔好兄弟」作为广告语及广告片尾的唱词。
1998年下半年至1999年，《海尔兄弟》全部106集在《动画城》首播。
1998年12月的第16届中国电视金鹰奖评选活动中，《海尔兄弟》荣获优秀动画片奖。在1999年央视的调查中，观众对《海尔兄弟》普遍给予好评，认为它集趣味性、知识性于一身，人物形象鲜明，使人百看不厌。

### 续作拍摄
2001年，《海尔兄弟》系列动画第三部（107~159集）在《动画城》播出。由于持续良好的反响，主创团队决定将该动画的篇幅继续扩展到212集。2月，北京东方红叶动画公司宣布开始拍摄《海尔兄弟》系列动画第四部（160~212集）。
2001年6月前夕，《海尔兄弟》完成第四部分的拍摄，并在6月在北京举行「新世纪中国动画发展趋势研讨会暨《海尔兄弟》200集动画片封镜仪式」。在2007年3月完成备案。

### 全集面世
2003年左右，东方红叶曾经将海尔兄弟的播映权等部分权利给密贴夏公司，并签署了合同，但随之引发了一系列纠纷，导致已创作完成的全部海尔兄弟未能如期上映，旷日持久的官司一直打到了2008年。因此，制作完成的第四部，一直未在电视台播出。
2009年，相关内部人员将第四部首发于百度海尔兄弟吧。从此《海尔兄弟》全集终于面世。
2012年左右，新修版海尔兄弟全集，改为《海尔兄弟环球历险记》。

## 角色
- 海尔哥：智慧老人创造的人，知识渊博、聪明勇敢，善于动脑思考问题，带领大家一次又一次地化险为夷。又名叫琴岛，出生在大海深处，可能为太平洋。

- 海尔弟：智慧老人创造的人，聪明勤奋、乐于助人，和海尔哥一样了解许多知识，是海尔哥的好帮手。又名叫海尔。出生在大海深处，可能为太平洋。

- 克鲁德：天真滑稽的克鲁德，五人中年龄最小的，调皮、粗心，经常做一些令人捧腹大笑的事情。但是到了关键时候也能表现出不小的智慧和勇气。出生地可能为挪威。

- 詹妮：美丽善良的姑娘，性格活泼可爱，善良和真诚，这支环球探险队伍中的唯一的女孩子。出生地可能为英国。

- 爷爷：睿智镇定的老爷爷，詹妮的爷爷，是老船长，参加过二战。遇事沉着、冷静，擅长开船，经验丰富，也教给大家许多知识。

- 智慧老人：人类知识和智慧的象征，用高科技手段创造了一对机器人，并不惜牺牲自己的生命，赋予他们人类的灵魂与灵性，灌输了人类在发展中集中积聚的科学知识。

## 剧集目录及设定
《海尔兄弟》的多数剧本中均可找到现实世界中相对应的史实或传闻，如气候变暖、曼哈顿工程、沈阳怪坡等。部分标注在下文的剧集目录中。

### 第一部（1～53集）
- 第1集：海尔归来
- 第2集：海上遇险
- 第3集：火山岛
- 第4集：神秘的石像
  - 复活节岛石像由外星人制造的传闻
- 第5集：挪威大漩涡
- 第6集：马尾藻海
- 第7集：海上坟场
- 第8集：极地风暴
- 第9集：极昼
- 第10集：阿拉斯加历险记
- 第11集：科迪亚克棕熊
- 第26集：亚特兰蒂斯
- 第30集：马丘比丘
- 第34集：
  - 切尔诺贝利核事故后的巨鼠传言
- 第48集：
  - 奥林匹克号#撞击
- 第53集：逃出核试验场
  - 曼哈顿计划

### 第二部（54～106集）
- 第54集：被遗忘的士兵
  - 残留日本兵在二战结束后的故事
- 第62集：磁岛（传言）
- 第65集：腹部冲击
- 第77集：阿梅莉亚·埃尔哈特#1937年环球飞行
- 第84、85集：无尾熊
- 第86、87集：三角贸易
- 第92集：仙人掌#危害
- 待扩充

## 剧情

### 第一部
动画片《海尔兄弟》讲述了海尔兄弟被智慧老人创造出来，为拯救人类环游世界，经过五大洲四大洋最终回到太平洋的故事。利用人文和科学知识普及大众，改变动画片以打斗为主的主题。

### 第四部
本部叙述对华探索。

## 原声音乐
动画片的原声歌曲和音乐由作曲家戚小源创作，张经平作词。虽然歌曲未公布官方标题，然而主题歌多以《雷欧之歌》在官方节目中标注。
- 主题歌：《雷欧之歌》“打雷要下雨” - 领唱：蒋小涵，伴唱：黑鸭子演唱组
- 插曲 1：《大海之歌》（大海送我回故乡）“小鸟飞呀飞、鱼儿游呀游”[17]
- 插曲 2：《和平之歌》（寻找和平阳光）“海风吹来了狂涛沙沙”[18]
- 配乐朗诵：“家在我们眼中”

## 发行

### 连环画
1996年，为配合动画片的播出，《海尔兄弟》连环画由红叶广告公司绘制，中国连环画出版社出版，由动画的原画集整理而成，以5-7集动画内容为一册。第一部共10册，其中：
- 第一册初版于1996年5月
- 第二册初版于1996年6月
- 第三册初版于1996年8月
- 第四、五册初版于1996年12月
- 第六、七册初版于1997年1月
- 第八册初版于1997年3月
- 第九、十册初版于1997年5月

1998年，第二部出版发行，也为10册，初版于1998年4月。

### 影音光碟
中国少年儿童出版社：
- 1996年 第一部 录像带：ISRC CN-M34-96-300-00/V.J9[19]

中国青少年音像出版社：
- 1998年 第一、二部 VCD：ISRC CN-A71-98-311-01-CN-A71-98-312-07
- 2001年 第一、二部 VCD（标注“新版”）：ISRC CN-A71-01-301-01 - CN-A71-01-311-15
- 2001年 第三部 VCD：ISRC CN-A71-01-302-01-CN-A71-01-302-01
- 2004年 第一、二、三部 DVD：ISRC CN-A71-04-0010-0

## 后续影响
- 海尔品牌持有人为了推广本片，曾于2014年左右推出大画海尔兄弟活动。[20]
- 2024年，《海尔兄弟》形象和主题曲《雷欧之歌》曾亮相「2024年央视春晚」的节目《看动画片的我们长大了》。[21]

## 评价
《海尔兄弟》自1995年首播以来，在观众中获得了较为广泛的关注与积极评价，在中国动画领域和大众文化中具有一定影响力。 该动画在豆瓣平台上的评分为8.3分（截至2023年12月11日），参评人数众多，反映出其在观众群体中的认可度。部分观众认为，该片是国产早期科普类动画的代表之一，在科普内容的呈现方式上相较同时期作品更具特色。例如，动画将科学知识融入剧情，通过角色在冒险中遇到问题时引出相关知识内容，使观众在故事推进中了解基本科学原理。剧情中例如利用杠杆原理解决荒岛危机、运用浮力定律逃离旋涡等，被认为有效地将无聊的理论转化为具体情节，激发了儿童的学习兴趣，也受到部分家长的认可。
《海尔兄弟》是中国首批推出的大型科普类动画之一。作为中国首部大型科普类动画，该片被部分媒体认为标志着中国在电脑动画制作方面达到一定成熟水平，其制作质量在当时已接近国际商业动画片的水准。该剧共计212集，内容涉及全球地理、人文、历史与自然科学等多个领域。剧情设定为海尔兄弟从太平洋启程，依次穿越北美洲、南美洲、南极洲、大洋洲、非洲、欧洲与亚洲，最终回到太平洋，展开一段环游世界的冒险旅程。观众在剧集中可以接触到如亚马逊雨林、埃及金字塔、比利牛斯山脉等具有代表性的文化与地理元素。每集结尾设置的知识问答环节被认为具有一定的教育意义，帮助儿童在观看动画的同时了解课本之外的基础知识。
2018 年，《中国日报》报道了这部动画的科幻改造，包括太空时代的服装和未来主义的场景，并将其描述为推广国内儿童文化和科普的更广泛努力的一部分，这个新版本是在孩子们的初步测试中形成的，引发了热烈的公众争论，一些怀旧的观众称重新设计是毁掉的童年，而另一些人则对现代化表示欢迎。
2025 年 3 月，《海尔兄弟》高清重制版在芒果 TV、爱奇艺、腾讯视频、优酷、哔哩哔哩等多平台同步上线，上线首日便创下超 3000 万播放量，三日播放量破亿 。此次重制成功激活了 80、90 后群体的怀旧情怀，也引发了 00 后等年轻群体的集体共鸣，“爷青回” 的弹幕风暴见证了其跨越时代的文化影响力 。

## 奖项
| 年份   | 颁奖典礼                   | 奖项                   | 结果 | 参考   |
| ------ | -------------------------- | ---------------------- | ---- | ------ |
| 1998年 | 第四届全国少儿电视“金童奖” | 动画节目二等奖         | 获奖 | [ 27 ] |
| 1998年 | 第十六届大众电视金鹰奖     | 电视动画片类优秀作品奖 | 获奖 | [ 27 ] |

## 节目变迁
| 中国中央电视台 《动画城》 週一至週六 17:30-18:00 | 中国中央电视台 《动画城》 週一至週六 17:30-18:00 | 中国中央电视台 《动画城》 週一至週六 17:30-18:00 |
| ------------------------------------------------ | ------------------------------------------------ | ------------------------------------------------ |
|                                                  | 海尔兄弟（第一部） （1996.7 - 1996.8）           |                                                  |
| 待查                                             | 待查                                             |                                                  |

| 中国中央电视台 《动画城》 週一至週六 17:30-18:00 | 中国中央电视台 《动画城》 週一至週六 17:30-18:00      | 中国中央电视台 《动画城》 週一至週六 17:30-18:00 |
| ------------------------------------------------ | ----------------------------------------------------- | ------------------------------------------------ |
|                                                  | 海尔兄弟（第二部·前半部分） （1998.2.12 - 1998.2.26） |                                                  |
| 浑元 （1998.1.28 - 1998.2.10）                   | 小糊涂神 / 太空特警 （1998.3.4 - 1998.4.2）           |                                                  |